# Księstwo (województwo łódzkie)
Księstwo (dawniej Brużyczka-Księstwo) – wieś w Polsce położona w województwie łódzkim, w powiecie zgierskim, w gminie Aleksandrów Łódzki.

## Olędrzy w Brużyczce Małej
Początek osadnictwa na tym terenie jest związany z osiedlaniem olędrów na nieużytkach dawnego powiatu łęczyckiego, w Brużyczce Małej, zwanej także Brużyczką. Ponieważ okoliczne grunty charakteryzowały się dużym zalesieniem oraz rozległymi obszarami podmokłymi, jeden z ówczesnych właścicieli zdecydował się na zastosowanie jednego z popularnych sposobów podnoszenia rentowności tego typu majątków poprzez osiedlanie olędrów. Taka forma zagospodarowania nieużytków nie wymagała od właściciela ziemi żadnych nakładów finansowych, natomiast skutkowała opracowaniem i wybudowaniem melioracji przez specjalistów, co pozwalało na dalszą uprawę ziem, gwarantowało sukces i dochód z czynszu w krótkiej perspektywie czasowej.
Sprowadzenie olędrów na te tereny było jednak nietypowym rozwiązaniem z trzech względów. Po pierwsze z uwagi na strukturę właścicielską terenów – w tamtym okresie Brużyczka podzielona była między dwóch właścicieli: część należała do archikolegiaty łęczyckiej (tumskiej), część była własnością Stanisława Wessela, starosty golubskiego. Po drugie, ze względu na lokację w istniejącej wsi, w której gospodarowali już chłopi pańszczyźniani. Sprowadzenie osadników olędrskich, skutkowało zatem tym, że w ramach jednej wsi gospodarowano w dwóch odrębnych porządkach formalnoprawnych (pańszczyzna oraz dzierżawa wieczysta dla wolnych chłopów). Po trzecie, ze względu na różnicę wyznań. Brużyczka jako wieś kościelna, była zamieszkała dotychczas przez polskich, katolickich chłopów, do której w ramach kontraktu lokacyjnego sprowadzono niemieckojęzycznych protestanckich gospodarzy.
W marcu 1791 r., ks. Andrzej Reptowski, proboszcz w Osiecku, prepozyt łęczycki i proboszcz archikolegiaty łęczyckiej, sporządził tzw. konsens brużycki, który określał warunki, na jakich osiedlać się mogli w Brużyczce (Brużycy Małej), niemieccy chłopi. Konsens poprzedzał umowę osadniczą, zawartą 3 maja 1791 r. i podpisaną przez ks. Andrzeja Reptowskiego i nowych osadników Alberta Noske – sołtysa i Antona Gablera – ławnika. Sprowadzenie niemieckich osadników na ziemie kościelne było poprzedzone staraniami kapituły łęczyckiej, aby to chłopi pańszczyźniani z sąsiedniej wsi Nakielnica karczowali las i zwiększali powierzchnię pól, ale rezultaty nie były zadowalające.

## Brużyczka Księży – Księstwo

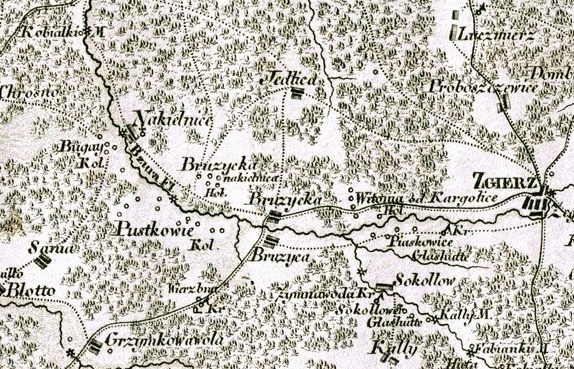
Okolice Brużycy w 1802-1803 w opracowaniu Davida Gilly’ego na mapie Prus Południowych

W 1791 r. Brużyczka liczyła 10 łanów chełmińskich, które były zajmowane przez pola, łąki, ogrody i las, przewidując jej powiększenie do 18 łanów poprzez wykarczowanie lasów do granicy z wsią Nakielnica. Jeden z łanów („sołtysi”) przeznaczony został dla sołtysa i jego potomnych. Część tego areału miała być przeznaczona pod szkołę i cmentarz.

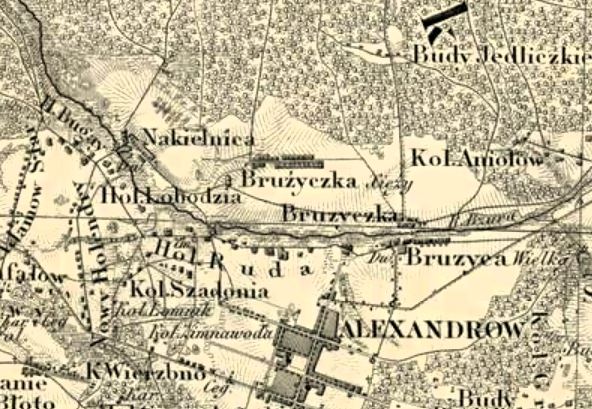
Brużyczka Księży na mapie Kwatermistrzostwa Generalnego Wojska Polskiego 1839

W 1792 r. pojawiło się określenie „Olędry z księstwa Brużyczki Małej”. Zawierało ono informację, że gospodarstwa olęderskie zostały utworzone w „księżej” części wsi. Ponieważ miejsce i charakter tej lokalizacji zostały utrwalone tradycją, teren leżący na zachód od Brużyczki współcześnie nazywa się „Księstwo”.
W schyłkowych latach istnienia Księstwa Warszawskiego charakteryzujących się brakiem stabilności politycznej i ekonomicznej, a także nasileniem propagandy dotyczącej korzystniejszych warunków dla gospodarujących na roli na terenie Rosji, część osadników decydowała się na emigrację. Dotyczyło to także osadników z Brużyczki Małej, którzy w sierpniu 1814 r. zdecydowali się sprzedać swoje gospodarstwa i wyemigrować do Rosji. Nabywcą całego areału wraz z zabudowaniami został Ignacy Cieśliński, naddzierżawca generalny ekonomii rządowej Zdziechów, który sprzedał wkrótce wszystkie gospodarstwa ze znacznym zyskiem. Tak dobiegła końca historia osady olęderskiej utworzonej przez księdza prepozyta archikolegiaty łęczyckiej.

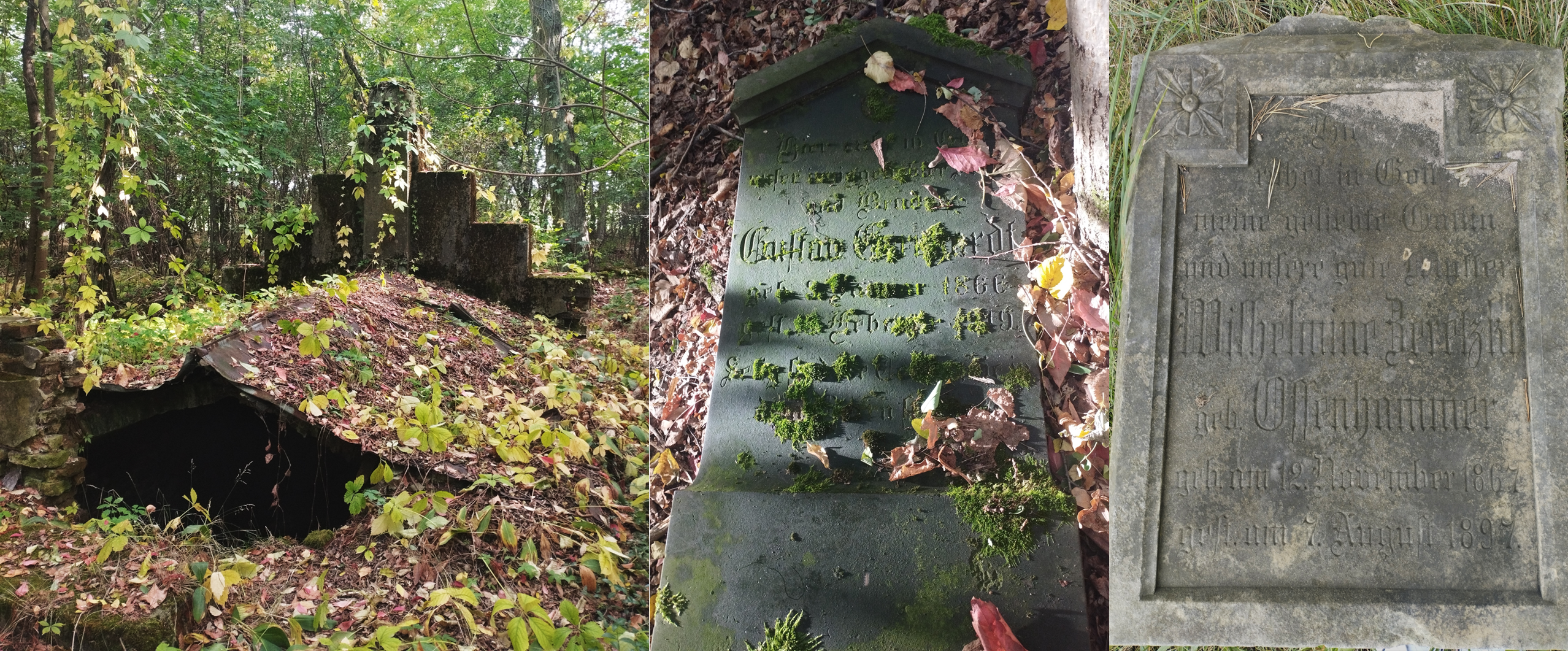
Pozostałości nieczynnego cmentarza ewangelickiego w Księstwie

Pamiątkę po obecności osadników niemieckich na tym terenie stanowią pozostałości zabytkowego cmentarza ewangelickiego, ulokowanego na skraju lasu, w południowo-zachodniej części wsi. Zachowały się na nim tylko nieliczne nagrobki. W centralnej części nekropolii znajduje się okazały grobowiec bez inskrypcji. W jego pobliżu znajduje się także mniejszy grobowiec oraz płyta nagrobna przedstawiająca modlącą się postać. Na Miejscowym Planie Zagospodarowania Przestrzennego Gminy Aleksandrów Łódzki obiekt oznaczony jest jako zabytek chroniony prawem.

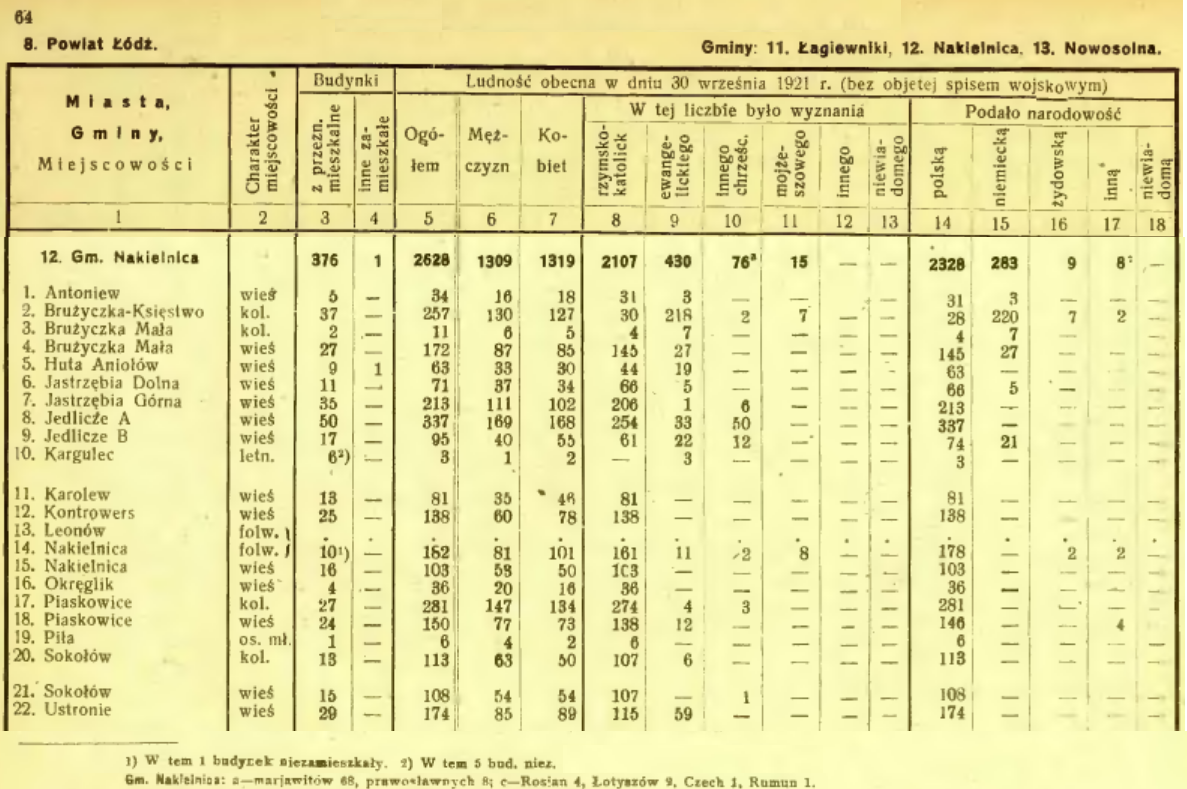
Skorowidz miejscowości Rzeczypospolitej Polskiej z 30 września 1921 r.: Województwo Łódzkie, Powiat Łódź, Gmina Nakielnica

Dzieje wsi po opuszczeniu jej przez olędrów do około połowy XX wieku są niejasne. Jak wynika z pierwszego powszechnego spisu ludności z 30 września 1921 r., wieś w tym czasie zamieszkiwała w dużej części społeczność niemiecka. Jak czytamy w spisie, Kolonia Brużyczka-Księstwo posiadała 37 budynków mieszkalnych, była zamieszkała przez 257 osób w tym: 130 mężczyzn i 127 kobiet, z czego 28. było narodowości polskiej, 220. niemieckiej, 7. żydowskiej i 2. innej.